# Urna Dorada
La Urna Dorada se refiere a un método para seleccionar reencarnaciones de monjes tibetanos mediante la retirada de una serie de palos de conteo de una homónima urna dorada, introducido por la dinastía Qing de China en 1793.
Después de la guerra chino-nepalesa, el emperador Qianlong promulgó la Ordenanza de 29 artículos para un gobierno más eficaz del Tíbet, que incluía regulaciones sobre la selección de lamas. Allí, introdujo el método de la Urna para evitar trampas y corrupción en el proceso de selección, pero también para posicionarse a sí mismo como una autoridad religiosa capaz de presentar candidatos para la reencarnación. Varios lamas, como el octavo y noveno Panchen Lamas y el décimo Dalai Lama, fueron seleccionados utilizando la Urna Dorada. En casos de que no se desease usar la Urna Dorada (por ejemplo, con Lhamo Dhondup, actual Dalai Lama), se debía pedir permiso al amban, o, posteriormente, a la Comisión de Asuntos Mongoles y Tibetanos.

## Historia

### Dinastía Qing
El método de la Urna Dorada aparece por primera vez en un decreto emitido por el Emperador Qianlong en 1792, después de la victoria Qing en la Segunda Invasión de la Guerra Sino-Nepalesa. El artículo uno de este decreto, la Ordenanza de 29 artículos para un gobierno más eficaz del Tíbet, fue diseñado para ser utilizado en la selección de rimpoches o lamas y otros altos cargos dentro del budismo tibetano, incluidos los Dalai Lamas, Panchen Lamas y los lamas mongoles. En el decreto del Emperador El discurso de Lama ( en chino: 喇嘛说 ), que se publicó también en 1792, se explica la historia de los lamas y el sistema de reencarnación, declarando que el sistema de reencarnación es creación humana, y, por tanto, que ponerle reglas tan sólo debería facilitar a los monjes encargados su tarea de selección.
Así, la Ordenanza de 29 artículos permite a los emperadores Qing de China controlar el proceso de selección, impidiendo que los nobles mongoles y tibetanos aprovechen el proceso de reencarnación para hacerse con el poder religioso y evitando la combinación de las fuerzas seculares y religiosas.  El Emperador Qianlong creó dos Urnas de Oro: una está consagrada en el Templo Jokhang en Lhasa y se usa para elegir las reencarnaciones del Dalai y Panchen Lama; y, la otra, se encuentra en el Templo Yonghe en Beijing, y debería servir para elegir las reencarnaciones del Lama mongol, conocido como Jebtsundamba Khutughtu.
El ritual específico a seguir al utilizar la Urna Dorada fue escrito por el octavo Dalai Lama, Jamphel Gyatso.  Los nombres y fechas de nacimiento de cada candidato debían escribirse en los idiomas manchú, han y tibetano en tiras de metal o marfil y colocarse en la urna de oro. Después de las oraciones ante la estatua del Jowo en el templo de Jokhang en Lhasa, se debía extraer una de las tiras, que indicaría el nombre del lama electo. El séptimo Panchen Lama, Palden Tenpai Nyima, utilizó la Urna Dorada por primera vez en 1822 para elegir al décimo dalái lama, Tsultrim Gyatso .

### República de China
El 12 de agosto de 1927, el joven Gobierno de la República de China ordenó que todas las leyes históricas relativas al budismo tibetano deberían continuar en vigor, a menos que hubiera conflictos con nuevas doctrinas o nuevas leyes del Gobierno Central, incluidas las relativas a la reencarnación de los rimpoches o lamas.
En 1935, la Ordenanza sobre la Gestión del Templo Lama ( en chino: 管理喇嘛寺廟條例 )   fue publicada por el Gobierno Central de China. El artículo 2 establece que la reencarnación de lamas se limitaba a aquellos que se habían reencarndo previamente, y que toda nueva reencarnación debía ser aprobada por el Gobierno Central. El artículo 5 establece que todos los monasterios/templos y lamas deben registrarse en la Comisión de Asuntos Mongoles y Tibetanos. El artículo 7 establece que los métodos para la reencarnación, nombramiento, recompensas y castigos, registro, etc. de los lamas serán redactados por la Comisión y presentados al Yuan Ejecutivo para su aprobación.
En 1936, con base en los artículos 2 y 7 de la Ordenanza sobre la Gestión del Templo Lama ( en chino: 管理喇嘛寺廟條例 ), el método de reencarnación de los lamas ( en chino: 喇嘛轉世辦法 )  fue publicado por la Comisión de Asuntos Mongoles y Tibetanos del Gobierno Central.
El artículo 3 de dicho método establece que a la muerte de los lamas, incluidos el Dalai Lama y el Panchen Lama, debe informarse a la Comisión, quien debe informar y controlar a los potenciales sucesores, seleccionándolos mediante la Urna. El artículo 7 establece que no se deben buscar potenciales sucesores entre las familias de los lamas actuales.
La reencarnación de los lamas fue abolida en 2004 por el 14.º Dalai Lama, quien dijo que renunciaba a reencarnarse.

### República Popular de China
En 2004, un nuevo Reglamento de Asuntos Religiosos ( en chino: 宗教事务条例 ) fue publicado por el Gobierno Central de la RPC. El artículo 36 establece que el sistema de reencarnación debe seguir rituales religiosos y costumbres históricas, y ser aprobado por el gobierno.
En 2007, la Orden N.º 5 de la Oficina Estatal de Asuntos Religiosos ( en chino: 国家宗教事务局令第5号) fue publicada por el Gobierno Central. El artículo 7 establece que ningún grupo o individuo podrá realizar actividades relacionadas con la búsqueda e identificación del alma joven reencarnada del Buda Viviente sin autorización.
El artículo 8 establece que la ceremonia de sorteo con la Urna Dorada se debe aplicar a aquellos rimpochés o lamas que se deseen reencarnar. Las solicitudes de exención son tramitadas por la Administración Estatal de Asuntos Religiosos, y para aquellas exenciones que tengan un impacto significativo, se consulta al Consejo de Estado.

## Uso

### Dalai Lamas nacidos después de 1792
|    | Nombre          | ¿Se utilizó la urna dorada? | Proceso de aprobación del Gobierno Central |
| -- | --------------- | --------------------------- | --- |
| 9  | Lungtok Gyatso  | No                          | El Emperador aprobó la exención del uso de la Urna Dorada. |
| 10 | Tsultrim Gyatso | Sí                          | El resultado del sorteo fue informado y aprobado por el emperador. |
| 11 | Khendrup Gyatso | Sí                          | La solicitud para proceder con la ceremonia de sorteo fue aprobada en diciembre de 1840. |
| 12 | Trinley Gyatso  | Sí                          | La ceremonia de sorteo fue aprobada por el Emperador |
| 13 | Thubten Gyatso  | No                          | En 1877, el Gobierno Central aprobó la solicitud para eximir al decimotercer Dalai Lama del uso del proceso de sorteo. |
| 14 | Tenzin Gyatso   | No                          | El 26 de enero de 1940, el regente Reting Rinpoche solicitó al gobierno central que eximiera a Lhamo Dhondup del proceso de sorteo utilizando la Urna Dorada para convertirse en el decimocuarto Dalai Lama. La solicitud fue aprobada por el Gobierno Central. |

### Panchen Lamas nacidos después de 1792
|     | Nombre               | ¿Se utilizó la urna dorada? | Proceso de aprobación del Gobierno Central |
| --- | -------------------- | --------------------------- | --- |
| 8   | Tenpai Wangchuk      | Sí                          | El resultado del sorteo fue informado y aprobado por el emperador Xianfeng en octubre de 1860. |
| 9   | Thupten Chokyi Nyima | Sí                          | El proceso de sorteo fue aprobado por el emperador Guangxu el 14 de enero de 1888. |
| 10  | Choekyi Gyaltsen     | No                          | La exención del uso del proceso de sorteo fue aprobada el 3 de junio de 1949 por el Gobierno Central. |
| 11* | Gedhun Choekyi Nyima | No                          | Existe controversia sobre el nombramiento del 11.º Panchen Lama. Mientras que el gobierno tibetano en el exilio defiende usar métodos tradicionales, que incluyen el reconocimiento de posesiones del ex-lama,el Gobierno Chino exige el uso de la Urna Dorada, por lo que cada parte nombró a su propio Lama, desapareciendo el Panchen Lama tibetano poco después. |
| 11* | Gyaincain Norbu      | Sí                          | Existe controversia sobre el nombramiento del 11.º Panchen Lama. Mientras que el gobierno tibetano en el exilio defiende usar métodos tradicionales, que incluyen el reconocimiento de posesiones del ex-lama,el Gobierno Chino exige el uso de la Urna Dorada, por lo que cada parte nombró a su propio Lama, desapareciendo el Panchen Lama tibetano poco después. |

### Lamas Mongoles[25]
Nota: En algunas enumeraciones, el segundo Changkya, Ngawang Losang Chöden se cuenta como el primero; el tercero, Rölpé Dorjé, como el segundo; y así sucesivamente. 
|   | Nombre                     | Años            | Proceso de aprobación del Gobierno Central                                    |
| - | -------------------------- | --------------- | ----------------------------------------------------------------------------- |
| 1 | Dragpa Öser                | 1607-1641       | La Urna Dorada no existía                                                     |
| 2 | Ngawang Losang Chöden      | 1642-1714       | La Urna Dorada no existía                                                     |
| 3 | Rölpé Dorjé                | 1717-1786       | Aprobado por el Gobierno Central de China, mediante el uso de la Urna Dorada. |
| 4 | Yéshé Tenpé Gyeltsen       | 1787-1846       | Se desconoce                                                                  |
| 5 | Changkya Yéshé Tenpé Nyima | 1849-1875       | Aprobado por el Gobierno Central de China, mediante el uso de la Urna Dorada. |
| 6 | Lozang Tendzin Gyeltsen    | 1878-1888       | Aprobado por el Gobierno Central de China, mediante el uso de la Urna Dorada. |
| 7 | Lozang Penden Tenpé Drönmé | 1891-1957       | Aprobado por el Gobierno Central de China, mediante el uso de la Urna Dorada. |
| 8 | Tendzin Dönyö Yéshé Gyatso | 1980 - Presente | Aprobado por el Gobierno Central de China, mediante el uso de la Urna Dorada. |

- Cuando el Partido Comunista de China ganó la Guerra Civil en 1949, Lozang Penden Tenpé Drönmé escapó a Taiwán.[33] Se dice que, antes de su muerte en 1957, prometió no reencarnarse hasta que la República de China retomase el control de la China Continental.[34] Sin embargo, el Dalai Lama reconoció unilateralmente a la encarnación actual del Changkya, Tendzin Dönyö Yéshé Gyatso, el 11 de agosto de 1998.  Lo encontró en 1980 en Tsongkha, donde se convirtió en monje, huyendo a India como refugiado en 1998. Ahora, reside en el Monasterio de Drepung, en India.[32] Ni él ni ningún otro potencial Changkya Khutukhtu[35] es reconocido por Taipéi o Beijing.